# Industrie des cartes de paiement
Pour les articles homonymes, voir PCI.
L'Industrie des cartes de paiement (en anglais Payment Card Industry abrégé en PCI) est le secteur économique des moyens de paiement par carte.

## Organisation et normes
Le PCI Security Standards Council (PCI SSC) est une instance de ce secteur économique qui émet des recommandations de sécurité sur les paiements par carte.
La Norme de sécurité de l’industrie des cartes de paiement (PCI DSS) est un standard de sécurité des données pour les industries de carte de paiement créé par le comité PCI SSC pour les plus importantes entreprises de carte de débit et crédit. Il s'agit en réalité d'un guide de 12 règlements qui aident les entreprises émettrices de cartes de paiement à protéger leurs données et à prévenir les fraudes.
La version actuelle de la norme (v3.2.1 de mai 2018) prévoit 12 règlements.